# Hiroshi Ochiai
Hiroshi Ochiai (落合 弘, Ochiai Hiroshi, Saitama, 28 februari 1946) is een Japans voormalig voetballer die als verdediger speelde.

## Clubcarrière
In 1961 ging Ochiai naar de Saitama Urawa High School, waar hij in het schoolteam voetbalde. Nadat hij in 1964 afstudeerde, ging Ochiai spelen voor Toshiba. Hij tekende in 1966 bij Mitsubishi Motors. Met deze club werd hij in 1969, 1973, 1978 en 1982 kampioen van Japan. Ochiai veroverde er in 1971, 1973, 1978 en 1980 de Beker van de keizer en in 1978 en 1981 de JSL Cup. In 19 jaar speelde hij er 267 competitiewedstrijden en scoorde 56 goals. Ochiai beëindigde zijn spelersloopbaan in 1984.

## Japans voetbalelftal
Hiroshi Ochiai debuteerde in 1974 in het Japans nationaal elftal en speelde 63 interlands, waarin hij 9 keer scoorde.

## Statistieken
| Japans voetbalelftal | Japans voetbalelftal | Japans voetbalelftal |
| Jaar                 | Wed.                 | Dlp.                 |
| -------------------- | -------------------- | -------------------- |
| 1974                 | 2                    | 0                    |
| 1975                 | 13                   | 3                    |
| 1976                 | 15                   | 2                    |
| 1977                 | 5                    | 0                    |
| 1978                 | 14                   | 3                    |
| 1979                 | 9                    | 1                    |
| 1980                 | 5                    | 0                    |
| Totaal               | 63                   | 9                    |